# Irène et Fred

Irène et Fred est un téléfilm historique de Roger Kahane, à partir des scénarios de Didier Gille, Roger Kahane et Isabelle Stengers, diffusé le vendredi 7 décembre 1984 sur TF1.

## Synopsis
L’aventure scientifique et humaine d’Irène et Frédéric Joliot-Curie.
De leur rencontre, en 1925, à 1935, l'année où ils reçoivent conjointement le Prix Nobel de chimie, la vie de Frédéric et Irène Joliot-Curie, leurs recherches et la découverte de la radioactivité artificielle.
En 1935, à Stockholm, Frédéric et Irène Joliot-Curie attendant de recevoir le Prix Nobel de chimie, que leur a décerné l'Académie royale des sciences. Tandis que se déroule la cérémonie traditionnelle, Irène se souvient...
En 1925, l'illustre savant Paul Langevin engage l'un de ses élèves les plus brillants, Frédéric Joliot, jeune ingénieur de l'École de physique et chimie de la ville de Paris, à rencontrer Marie Curie, qui dirige l'Institut du radium. Frédéric a décidé de se vouer à la recherche scientifique de préférence à toute autre activité, sans doute plus lucrative, dans l'industrie. Mme Curie le prend comme préparateur. C'est dans le laboratoire de l'Institut du radium qu'il rencontre pour la première fois la fille de la « patronne », Irène Curie. Celle-ci se montre d'abord froide et distante, mais l'enthousiasme du jeune homme et sa passion pour la recherche ne tardent pas à attirer sa sympathie...

## Fiche technique
- Réalisateur : Roger Kahane
- Scénaristes : Didier Gille, Roger Kahane et Isabelle Stengers
- Musique : Didier Vasseur
- Image : Jean Graglia

## Distribution
- Danièle Lebrun : Irène Joliot-Curie
- Bertrand Bonvoisin : Frédéric Joliot-Curie
- Maria Mériko : Marie Curie
- Marcel Cuvelier : Paul Langevin
- Alain Feydeau : Le ministre
- Germaine Delbat : Mme Joliot
- Jean Négroni
- Jacques Lalande
- Mathieu Rivolier
- André Weber
- Martin Trévières
- Emmanuelle Bluwal
- Patrick Palmero
- Christian Benedetti
- Robert Etcheverry
- Jean Lanier
- Yvon Sarray
- Hubert de Lapparent
- James Sparrow
- Rita Maiden